# Norton (Nouveau-Brunswick)
Pour les articles homonymes, voir Norton.
Ne doit pas être confondu avec Paroisse de Norton.
Norton est un ancien village du Nouveau-Brunswick, au Canada. Il fait partie du village de Valley Waters depuis la réforme de la gouvernance locale du 1er janvier 2023.

## Toponyme

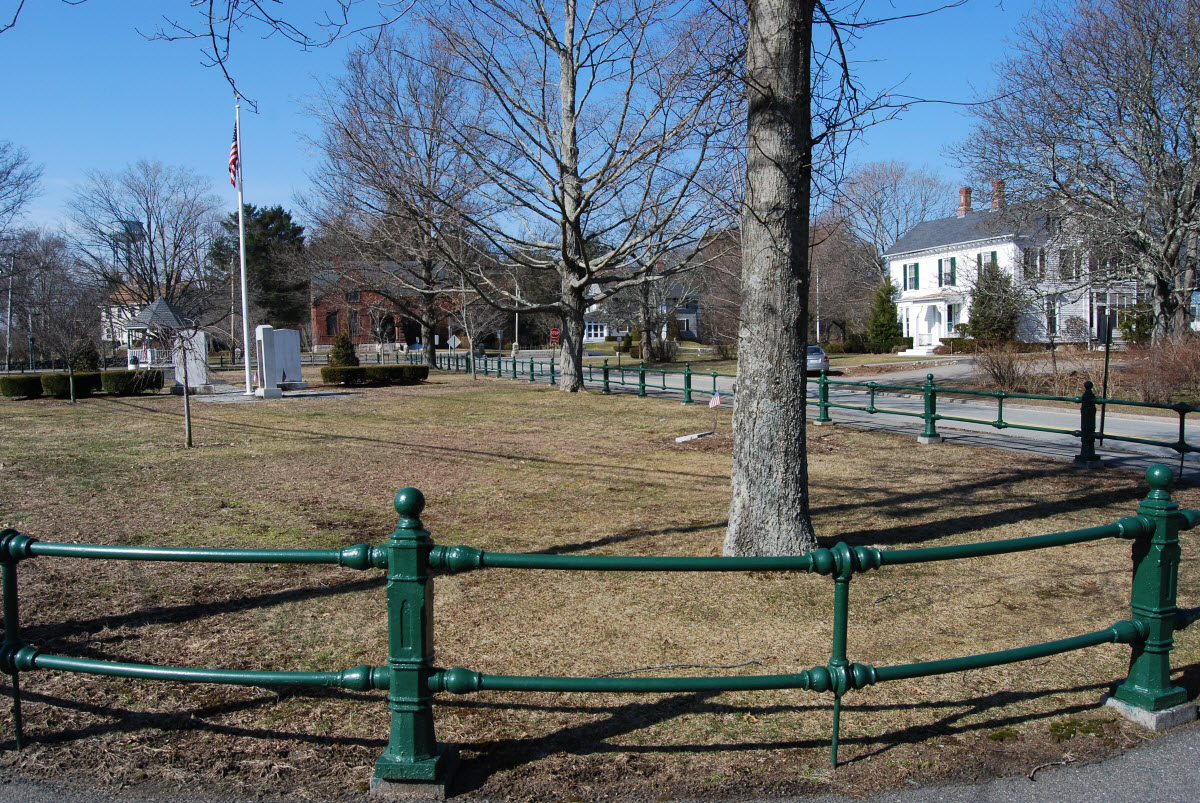
Un parc de Norton, au Massachusetts.

Le village de Norton est nommé ainsi d'après la paroisse de Norton, dont il faisait partie.

## Géographie

### Situation
Norton est situé dans le comté de Kings, à 56 kilomètres de route au nord-est de Saint-Jean, à 102 km au sud-ouest de Moncton et à 105 km au sud-est de Fredericton. Le village est bâti au bord de la rivière Kennebecasis, dans les collines calédoniennes. Le village a une superficie de 75,35 kilomètres carrés.
Norton est limitrophe de la paroisse de Studholm au nord, de la paroisse de Sussex à l'est, de la paroisse de Norton au sud et de la paroisse de Springfield à l'ouest. Les villes les plus proches sont Sussex, à 20 km au nord-est, et Hampton, à 22 km au sud-ouest.

### Villages et hameaux
Le village comprend les hameaux suivants: Case Settlement, Dickie Mountain, Mercer Settlement, Norton, Peekaboo Corner et Souhtfield Road.

### Logement
Le village comptait 516 logements privés en 2006, dont 490 occupés par des résidents habituels. Parmi ces logements, 90,8 % sont individuels, 0,0 % sont jumelés, 0,0 % sont en rangée, 0,0 % sont des appartements ou duplex et 4,1 % sont des immeubles de moins de cinq étages. Enfin, 4,1 % des logements entrent dans la catégorie autres, tels que les maisons-mobiles. 92,9 % des logements sont possédés alors que 7,1 % sont loués. 79,6 % ont été construits avant 1986 et 13,3 % ont besoin de réparations majeures. Les logements comptent en moyenne 6,8 pièces et 0,0 % des logements comptent plus d'une personne habitant par pièce. Les logements possédés ont une valeur moyenne de 96 782 $, comparativement à 119 549 $ pour la province.

## Histoire
William Francis Ganong note la présence d'un campement malécite à Norton au tournant du XXe siècle.
Case Settlement est fondé vers 1800 par des Loyalistes déjà établis au Nouveau-Brunswick depuis plusieurs années.
L'école élémentaire de Norton est inaugurée en 1923. Norton est constitué en municipalité le 9 novembre 1966.

## Démographie
(juillet 2016).
D'après le recensement de Statistique Canada, il y avait 1370 habitants en 2001, comparativement à 1390 en 1996, soit une baisse de 1,4 %. Le village compte 537 logements privés, a une superficie de 75,35 km2 et une densité de population de 18,2 habitants au km².
| 1981  | 1986  | 1991  | 1996  | 2001  | 2006  | 2011  |
| ----- | ----- | ----- | ----- | ----- | ----- | ----- |
| 1 372 | 1 442 | 1 476 | 1 370 | 1 370 | 1 314 | 1 301 |

| 2016  | - | - | - | - | - | - |
| ----- | - | - | - | - | - | - |
| 1 382 | - | - | - | - | - | - |

## Économie
Entreprise Fundy, membre du Réseau Entreprise, a la responsabilité du développement économique.

## Administration
(juillet 2016).

### Conseil municipal
Le conseil municipal est formé d'un maire et de quatre conseillers généraux.
Le conseil précédent est formé à la suite de l'élection du 12 mai 2008 ; le maire est alors élu par acclamation. La conseillère Juliana Catherine Booth est toutefois élue lors d'une élection partielle tenue le 9 mai 2011, en remplacement de Glendon L. Kerr. Le conseil municipal actuel est élu lors de l'élection quadriennale du 14 mai 2012.
Conseil municipal actuel
| Mandat      | Fonctions            | Nom(s)                                                                       |
| ----------- | -------------------- | ---------------------------------------------------------------------------- |
| 2012 - 2016 | Maire                | Juliana Catherine Booth                                                      |
| 2012 - 2016 | Conseillers généraux | Nicole Marie Clement, Lawrence E. Dykeman, Harold O. Keith, Ann-Marie Snyder |

Anciens conseils municipaux
| Mandat      | Fonctions   | Nom(s)                                                                             |
| ----------- | ----------- | ---------------------------------------------------------------------------------- |
| 2008 - 2012 | Mairesse    | Wendy L. Alcorn                                                                    |
| 2008 - 2012 | Conseillers | Juliana Catherine Booth, Harold O. Keith, Ann-Marie Snyder et Theresa Ann Teakles. |

| Période                                  | Période  | Identité                | Étiquette | Qualité |
| ---------------------------------------- | -------- | ----------------------- | --------- | ------- |
| 19??                                     | 2004     | Oscar O. Boyd           |           |         |
| 2004                                     | 2008     | Theresa Ann Teakles     |           |         |
| 2008                                     | 2012     | Wendy L. Acorn          |           |         |
| 2012                                     | en cours | Juliana Catherine Booth |           |         |
| Les données manquantes sont à compléter. |          |                         |           |         |

### Commission de services régionaux
Norton fait partie de la Région 8, une commission de services régionaux (CSR) devant commencer officiellement ses activités le 1er janvier 2013. Norton est représenté au conseil par son maire. Les services obligatoirement offerts par les CSR sont l'aménagement régional, la gestion des déchets solides, la planification des mesures d'urgence ainsi que la collaboration en matière de services de police, la planification et le partage des coûts des infrastructures régionales de sport, de loisirs et de culture; d'autres services pourraient s'ajouter à cette liste.

### Représentation et tendances politiques
Norton est membre de l'Union des municipalités du Nouveau-Brunswick.
 Nouveau-Brunswick: La partie du village située au nord de la rivière est comprise dans la circonscription provinciale de Hampton-Kings, qui est représentée à l'Assemblée législative du Nouveau-Brunswick par Bev Harrison, du Parti progressiste-conservateur. Il fut élu 1999 puis réélu en 2003, en 2006 et en 2010. La partie au sud de la rivière est quant à elle située dans la circonscription provinciale de Kings-Est, qui est représentée par Bruce Northrup, du Parti progressiste-conservateur. Il fut élu en 2006.
 Canada: Norton fait partie de la circonscription fédérale de Fundy Royal, qui est représentée à la Chambre des communes du Canada par Rob Moore, du Parti conservateur. Il fut élu lors de la 38e élection générale, en 2004, puis réélu en 2006 et en 2008.

## Vivre à Norton
L’école élémentaire de Norton accueille les élèves de la maternelle à la 5e année. C'est une école publique anglophone faisant partie du district scolaire #6.
Le village est inclus dans le territoire du sous-district 9 du district scolaire Francophone Sud. L'école Samuel-de-Champlain de Saint-Jean est l'établissement francophone le plus proche alors que les établissements d'enseignement supérieurs les plus proches sont dans le Grand Moncton.
Norton possède une caserne de pompiers et un bureau de poste. Le détachement de la Gendarmerie royale du Canada le plus proche est à Sussex.
Le village bénéficie du club de golf Midland Meadows, un parcours de 9 trous.
Norton compte l'église anglicane St. Luke's ainsi que église catholique romaine Sacred Heart, faisant partie du diocèse de Saint-Jean.
Les anglophones bénéficient du quotidien Telegraph-Journal, publié à Saint-Jean, et du Kings County Records, de Sussex. Les francophones bénéficient quant à eux du quotidien L'Acadie nouvelle, publié à Caraquet, ainsi que l'hebdomadaire L'Étoile, de Dieppe.

## Culture

### Langues
Selon la Loi sur les langues officielles, Norton est officiellement anglophone puisque moins de 20 % de la population parle le français.

### Personnalités
- Martin Butler (1857-1915), poète, né à Nelson
- Charles Henry Fairweather (1826-1894), homme d'affaires, né à Nelson
- John Leonard Harris (1842-1910), homme d'affaires, né à Nelson

### Architecture et monuments
Un pont couvert traverse le ruisseau Belleisle à Upper Midland, le long du chemin Swamp. Le pont fut construit en 1903 et mesure 21,6 mètres de long. Un autre pont, hors service mais accessible aux piétons, traverse le ruisseau Moosehorn, le long de la promenade Riverview, près de la route 1. Ce dernier fut construit en 1915 et mesure 28,9 mètres de long.